# Sierra Entertainment
Sierra Entertainment Inc, anteriormente Sierra On-Line, Sierraventure y On-Line Systems, fue una empresa desarrolladora y distribuidora de videojuegos con sede en Los Ángeles, California. La empresa fue durante tiempo una subsidiaria de Vivendi Games (una subsidiaria Vivendi SA), en el 2008 fue absorbida por Activision. Por su parte, Sierra poseía cuatro estudios de desarrollo internos: High Moon Studios, Massive Entertainment, Radical Entertainment y Swordfish Studios.

## Historia

### 1979-1983
La historia de Sierra Entertainment comenzó allá por 1979 en casa de Ken y de Roberta Williams, en California.
En aquel entonces, Ken había sido contratado como programador para la IBM, donde desarrollaba un programa de gestión tributaria en un computador mainframe a 3000 millas de Los Ángeles. Una noche encontró en el mainframe un programa denominado Adventure. Preguntándose qué podría ser, lo descargó y resultó ser una copia de Colossal Caves. Se trataba del primer juego para computadora de ficción interactiva y Ken quedó fascinado.
Inicialmente, Roberta no estaba muy interesada en las computadoras, pero Ken le mostró el juego en un terminal que se había llevado a casa desde el trabajo. Roberta, a quien siempre le había encantado crear historias desde niña, también le fascinó esa nueva forma de relatar aventuras.  
Para la Navidad de 1979, Ken compró un microcomputador Apple II de $2.000 con unos sobrados 64 KB de memoria (una cantidad enorme en aquella época), una unidad de disquete de 140 KB y un monitor monocromático. Planeaba utilizarlo para desarrollar un compilador FORTRAN para las computadoras Apple.
En aquellos momentos, la empresa llamada Adventure International desarrollaba juegos de aventura de texto para el Apple II. Roberta jugó a esos juegos, y si bien le gustaron, no quedó completamente satisfecha con los juegos de aventura que existían en ese momento. Se dio cuenta de las posibilidades que ofrecía ese medio, más allá de presentar descripciones de texto en la pantalla. Dado que las computadoras modernas eran capaces de mostrar gráficos, en vez de simplemente decirle al usuario "estás de pie delante de una casa", se le podría mostrar en pantalla una imagen de la casa. Además, también podían contarse mejores historias, que hicieran incluso más interesante el juego.

#### Mystery House
Mystery House fue el primer videojuego de Roberta Williams creado junto a su marido Ken Williams. El juego giraría en torno al misterio de un asesinato, donde el jugador se vería atrapado de noche en una vieja casa junto con otras siete personas, una de las cuales sería un asesino. Se inspiraron en la famosa historia de Agatha Christie Diez negritos y en el juego de salón Sospecha). Trabajaron en el desarrollo cerca de tres meses y el 5 de mayo de 1980, Mystery House finalmente estaba listo para ser lanzado. Colocaron un pequeño anuncio en Micro Magazine, hicieron las copias del juego ellos mismos y las empaquetaron en pequeñas carpetas cuadradas, selladas dentro de bolsas Ziploc, vendiéndolo a $24.95 en los almacenes del condado de Los Ángeles.
Con este videojuego se fundó On-Line Systems, que poco más tarde se convertiría en Sierra Online. Mystery House se publicó en 1980, exclusivamente para Apple II, y fue la primera aventura conversacional de la historia que incluyó gráficos acompañando al texto.
Con su primer juego de computadora terminado, Ken y Roberta comenzaron a hacer planes para el futuro. Pensaron que si podían escribir juegos lo suficientemente populares para ganar alrededor de $40.000 al año, podrían mudarse de Los Ángeles en pocos años y vivir en una "cabaña en el bosque", trabajando juntos en casa, haciendo juegos de computadora y criando a sus niños en un ambiente pacífico y hermoso cerca de la naturaleza, en vez de en la enorme y saturada ciudad de Los Ángeles. Ni se imaginaban que este humilde sueño estaba subestimando lo que les sucedería en los años siguientes.
Mystery House fue un éxito inmediato. Los gráficos, aunque consistían solamente en dibujos crudos con líneas de dibujo monocromáticas e inmóviles, eran algo no visto previamente en un juego de computadora, y a la gente le gustó mucho. Los pedidos llegaban sin parar, y con ellos los ingresos. Para agosto de 1980, Mystery House había vendido suficientes copias para permitir a Ken y a Roberta marcharse de Los Ángeles. Compraron una casa en Coarsegold, una pequeña ciudad minera de oro en las colinas de Sierra Nevada, justo al sur del Parque nacional de Yosemite, en donde los padres de Roberta, John y la Nova, tenían una plantación de frutales.
Mystery House fue el primer juego de computadora en tener gráficos, y por ello se considera un juego clásico y un acontecimiento decisivo en la historia de los juegos de computadora. Vendió cerca de 15.000 copias y ganó $167.000, un número sin precedentes en aquella época. Ken y Roberta, que no habían anticipado esta enorme popularidad del juego, recibían constantes llamadas telefónicas de gente que deseaba comprar el juego. Y se dieron cuenta de que, de repente, entre treinta mil y cuarenta mil personas habían averiguado el número de teléfono de su casa. 
Pasados unos seis meses se mudaron a un pequeño pueblo de montaña de Oakhurst, a siete millas al norte de Coarsegold. Esta situación caótica duró cerca de tres meses más en su nuevo hogar, hasta que alquilaron una oficina, ubicada encima de una reprografía. Su primer empleado fue John Williams, hermano de Ken. El personal de On-Line Systems al principio estuvo formado principalmente por amigos y parientes de la pareja.

#### Otros juegos
Otros juegos de aventura lanzados en este período fueron Wizard and the Princess, precuela de King's Quest, o Time Zone, que ocupaba seis discos de doble cara y mantuvo el récord de ser el juego de computadora más grande por cerca de siete años, además de, con 1.500 habitaciones, ser el videojuego de aventura conversacional con el mapa más extenso de todos los tiempos; y The Dark Crystal, un juego basado en la película The Dark Crystal del creador de los Muppets, Jim Henson.
Aparte de los juegos de aventura, Sierra On-Line también lanzó, bajo licencia, una cantidad de videojuegos de éxito de tipo arcade, como Frogger y Jawbreaker. Estos juegos se vendieron bajo la etiqueta de SierraVision. También se lanzaron algunos productos de software no destinados al entretenimiento, como el procesador de textos HomeWord Speller. Durante este período inicial de la empresa, Ken se esforzó por obtener un mejor conocimiento de la industria del entretenimiento digital, para así poder conducir a la empresa hacia la dirección correcta. Su opinión sobre los juegos de computadora había cambiado dramáticamente. Los centenares de cartas que recibían desde todo el país les hicieron entender a Ken y Roberta que los juegos que desarrollaban jugaban un papel importante para la gente. Incluso el cofundador de Apple, Steve Wozniak, a quien Ken admiraba, les envió una carta mencionándoles la satisfacción que le producía ver sus juegos funcionando en el Apple II.

### 1984–1985
A principio de los años 1980, un gran número de empresas peleaban para convertirse en los líderes en el nuevo y muy atractivo mercado de la computación casera. Los capitales de riesgo habían agarrado un cierto control de Sierra On-Line después de prestarle dinero para el desarrollo de los primeros juegos. Ellos querían que la empresa prestara atención hacia los computadores basados en cartuchos, e invirtieron una gran cantidad de capital de riesgo en el desarrollo de software para los sistemas como el Atari VCS, Coleco Adam y VIC-20. Estas inversiones no tuvieron éxito, y a mediados de 1984 Sierra On-Line estaba al borde de la bancarrota. Atascados con pilas de cartuchos por millones de dólares que nadie quería comprar, la historia de Sierra On-Line casi termina.

#### King's Quest
En 1984 Fue lanzado King's Quest es una serie de aventuras gráficas diseñadas por Roberta Williams y avalada por la compañía americana Sierra Entertainment. Forma parte de la época dorada de las aventuras gráficas (de hecho, se considera su primera parte como la primera aventura gráfica de la historia) y fue el estandarte de la compañía durante muchos años.

#### King's Quest II
En mayo de 1985, Sierra On-Line lanzó King's Quest II: Romancing the Throne, una altamente anticipada secuela que fue tan popular como su predecesor. Usaba el sistema AGI desarrollado para King's Quest: Quest for the Crown y no trajo mucha innovación tecnológica para la serie, pero fue un juego más grande y mejor en todos los demás aspectos. Justo lo que los aficionados estaban pidiendo.
1985 fue también el año cuando Sierra On-Line se trasladó de sus oficinas alquiladas al Sierra Professional Building, una estructura construida específicamente para la empresa en rápido crecimiento. Mientras la empresa se expandía, en los diez años siguientes la estructura crecería eventualmente hasta ser un completo complejo de edificios.

### 1986
En 1986, Sierra On-Line hizo un equipo con Disney y lanzó tres juegos de aventura que tuvieron como objetivo los niños más jóvenes, llamados Mickey's Space Adventure, The Black Cauldron y Winnie the Pooh in the Hundred Acre Wood.

#### Space Quest
Mientras trabajaban en el fin del desarrollo de The Black Cauldron, los programadores Mark Crowe y Scott Murphy empezaron a pensar en nueva aventura gráfica. Después de una breve demostración a Ken, se les permitió empezar a trabajar en el juego completo, el cual fue llamado Space Quest: The Sarien Encounter. El juego fue lanzado en 1986 y llegó a ser un éxito desde el primer momento, lo que los llevaría a hacer más secuelas. En total, 6 episodios fueron lanzados.

#### King's Quest III
En el mismo mes en que fue lanzado Space Quest, Sierra On-Line y Roberta Williams también lanzaron King's Quest III: To Heir Is Human. Se extendía por cinco discos de doble cara y fue así su segundo juego más grande de todos los tiempos, vencido solamente por Time Zone en tamaño. Era mucho más grande y mucho más difícil que los juegos de King's Quest anterioriores.

#### La competencia de Lucasfilm Games
Este también fue el año cuando Lucasfilm Games lanzaron su primer juego de aventura, Maniac Mansion. Usaba un intérprete llamado SCUMM, similar en concepto al AGI. Posteriormente se convirtieron en el competidor más serio de Sierra On-Line en el género del juego de aventuras. No publicaron tantos juegos de aventura como Sierra On-Line, pero sus juegos siempre estaban bien hechos y la mayoría de ellos se convirtieron en clásicos.

### 1987

#### Leisure Suit Larry
Al Lowe, quien ha trabajado para Sierra On-Line durante muchos años, recientemente como programador-jefe en King’s Quest III, escribió una versión moderna de Softporn Adventure (1981) de Chuck Benton a petición de Ken Williams.
Al Lowe desechó el material original del juego casi completamente y se le ocurrió un personaje principal llamado Larry Laffer, un perdedor patético cuarentón que había vivido con su madre toda su vida. Con entradas y un traje de poliéster blanco típico de los años 70, se pone el apodo Leisure Suit Larry, este héroe va a la ciudad de Lost Wages esperando encontrar muchas mujeres. El juego tiene divertidas respuestas para casi todas las cosas que el jugador puede escribir.
Leisure Suit Larry in the Land of the Lounge Lizards fue un gran éxito (aunque no instantáneo), e incluso ganó en 1987 el premio al “Mejor Juego de Aventura” de la Software Publishers Association. En los siguientes años hubo una larga serie de juegos de Leisure Suit Larry y se convirtió en la segunda serie de juegos más vendidos de Sierra On-Line después de King’s Quest. Leisure Suit Larry in the Land of the Lounge Lizards puede haber sido el juego más copiado de finales de los años 1980. Sierra On-Line declara haber vendido más guías del juego que copias de este.

#### Police Quest
1987 también vio el comienzo de otro éxito de las series de juegos de aventuras de Sierra. Producido por Jim Walls, exoficial de la Patrulla de Carretera de California, Police Quest: In Pursuit of the Death Angel puso a los jugadores en los zapatos de Sonny Bonds, un veterano oficial de policía que tenía que seguir y captura a un muy peligroso traficante conocido como el Ángel de la Muerte. Jim no tenía ninguna experiencia anterior en el desarrollo de juegos de computadoras. Él se reunió con Ken Williams durante una licencia del servicio después de estar implicado en un tiroteo. Ken le preguntó si deseaba usar sus experiencias como oficial de policía para escribir un juego de aventura para Sierra On-Line. Él aceptó, feliz de hacer algo diferente después de su incidente traumático. El resultado fue un gran éxito. Se ha dicho que Police Quest|Police Quest: In Pursuit of the Death Angel incluso fue usado en cierto grado para el entrenamiento de oficiales de policías reales de California[cita requerida].

#### Mixed up Mother Goose
Roberta, resistiendo la presión de la empresa y de los aficionados de hacer King’s Quest IV justo después de después King’s Quest III, decidió este año escribir un juego educativo dirigido específicamente a los niños más jóvenes. El resultado, Mixed-Up Mother Goose, recibió una gran aclamación de la industria.

### 1988

#### Manhunter: New York
En 1988, Dave, Barry y DeeDee Murry diseñaron un juego original de aventura original llamado Manhunter: New York. Usando imágenes de famosos lugares de la ciudad para realismo, fijaron la historia en un oscuro futuro donde ojos alienígenas habían invadido La Tierra, convirtiendo a seres humanos en esclavos. El jugador comenzaba con seguridad como espía para los extraterrestres, pero tiene la opción para arriesgar todo y volverse contra ellos cuando el tiempo esté listo. Manhunter: New York fue el primer juego de aventura creado por Sierra que no estaba basado en parser, sino que usaba una interfaz similar a las posteriores aventuras point-and-click.

#### SCI
Sierra's Creative Interpreter o SCI ("Intérprete Creativo de Sierra") es un motor de creación de videojuegos desarrollado por Jeff Stephenson para Sierra Online, y utilizado por la mayoría de las aventuras gráficas de Sierra desde 1988 hasta 1996. Sustituyó a Adventure Game Interpreter o AGI, el motor utilizado por Sierra hasta entonces. A diferencia de AGI, que utilizaba un lenguaje procedimental, SCI utilizaba un lenguaje orientado a objetos.

#### King's Quest IV
En septiembre de 1988, el primer juego SCI fue lanzado: King's Quest IV: The Perils of Rosella. Hizo completo uso del superior sistema SCI. Para primera vez, la gente con el hardware correcto podía oír música verdadera en un juego desde la tarjeta de sonido de sus PC. Era una experiencia asombrosa que, combinada con los esfuerzos de comercialización agresivos de Sierra hizo que la gente corriera precipitadamente a comprar hardware de sonido para el PC, de esta manera lanzando el auge de la tarjeta de sonido que le ha hecho un componente estándar en las PC de hoy. En octubre de 1988, la empresa dio un paso importante al hacerse pública, convirtiéndose así en Sierra On-Line Inc. Permitiendo a los accionistas públicos comprar acciones Sierra dio capital de trabajo a la empresa para desarrollar productos y tecnologías nuevos. El uso de una heroína femenina fue un punto de mucha controversia cuando el juego fue revelado.

### 1989

#### The Colonel's Bequest
The Colonel's Bequest es una aventura desarrollada por Roberta Williams y publicada en 1989. Con la excepción de la aventura infantil Mixed-Up Mother Goose, fue la primera aventura gráfica de Roberta Williams ajena a la saga King's Quest tras varios años consecutivos dedicada a la misma. Fue lanzada originalmente para DOS, y posteriormente vería versiones en Amiga y Atari ST.

### 1990

#### Adquisición de Dynamix
Más adelante en ese año, la todavía creciente Sierra On-Line hizo su primera gran adquisición de otra empresa de juegos de computadora: Dynamix, fundada por Jeff Tunnell y Damon Slye en 1984. En el momento de la adquisición, Dynamix estaba siendo impactada por tiempos duros y estaba al borde de la bancarrota, con todo Ken Williams vio las posibilidades de beneficio de la empresa y al hacer eso la salvó del cierre. En los siguientes años, la empresa lanzó un número de exitosos juegos de aventura, como Rise of the Dragon, Heart of China y The Adventures of Willy Beamish. También diseñaron juegos exitosos en otros géneros, tales como el simulador de vuelo Red Baron, el videojuego de rol clásico Betrayal at Krondor, la serie Front Page Sports y el videojuego de rompecabezas The Incredible Machine.

### 1991
Para 1991 la empresa tenía más de 300 empleados.
Una versión en CD-ROM de King's Quest V fue lanzada en 1991. El doblaje fue realizado sobre todo por empleados de Sierra. Era el segundo juego de Sierra en lanzarse en CD.

#### EcoQuest: The Search for Cetus
EcoQuest: The Search for Cetus, es una aventura gráfica educativa protagonizada por Adam Greene, un niño de 10 años cuyo padre es ecologista. Su misión será ayudar a un delfín llamado Delphineus, en busca de la ballena Cetus. El juego fue diseñado por Jane Jensen and Ganó Haine. Tendría una secuela en 1993 llamada Ecoquest: Lost Secret of the Rainforest.

### 1992
En febrero de 1992, Ken Williams se reunió con John Carmack y John Romero, los fundadores y jefes id Software y ofreció comprar su empresa por $2.5 millones. Los dos desarrolladores rechazaron la oferta de Ken, e id Software procedieron a lanzar Wolfenstein 3D y posteriormente Doom y Quake, los juegos que definieron y trajeron el primer juego acción en primera persona al mercado principal, un género que continúa siendo popular al día de hoy y comenzando en 1996 condujo a la declinación en popularidad de los juegos de aventura.

### 1995

#### Juegos de 1995

##### Phantasmagoria
En un intento de alejarse de su imagen de creadora de videojuegos infantiles que se había labrado con la saga "Kings Quest", Roberta Williams escribió Phantasmagoria (videojuego), que tenía las particularidades de estar realizado con actores reales como personajes usando un entorno 3D, y escenas adultas.

### 1996

#### Venta a CUC
En 1996, CUC International, un comglomerado de servicios para el consumidor, que buscaba expandirse en la industria del entretenimiento interactivo, en febrero de 1996 ofreció comprar a Sierra al precio aproximado de $1.500 millones de dólares. La compañía fue vendida a CUC el 24 de julio de 1996. Inmediatamente después de la venta, Ken Williams dejó de ser el CEO de Sierra. Ken se mantuvo dentro de la división de software como el vicepresidente de CUC para poder dar dirección estratégica a Sierra y comenzó a trabajar con el distribuidor de productos en línea de CUC, NetMarket. Un año después, Ken y Roberta dejaron CUC.
En septiembre de 1996, CUC anunció los planes para consolidadar algunas de las funciones de sus compañías de videojuegos en una sola llamada CUC Software Inc., con sede en Torrance, California. Davidson & Associates se convirtió en el distribuidor del estudio. CUC Software consolidó la manufactura, distribución y recursos de ventas de todas las divisiones que incluía Sierra, Davidson, Blizzard, Knowledge Adventure, y Gryphon Software. 
El 5 de noviembre de 1996, Sierra fue restructurada en tres unidades.

### 1997

#### Cendant Corporation
En diciembre de 1997, CUC se fusionó con HFS Incorporated. Ambas compañías conformaron Cendant Corporation con más de 40,000 empleados y operaciones en más de 100 países. 
En 1998, Sierra dividió su organización en seis submarcas y divisiones corporativas:
- Sierra Attractions (para productos relacionados con estilos de vida)
- Sierra Home (para productos caseros)
- Sierra Sports (para productos deportivos)
- Sierra Studios (para videojuegos de películas. Cambiada a Sierra Movies en 2005)
- Sierra Movies (para videojuegos de películas. Su primer y único juego fue Robots)
- Dynamix (La división de música de Sierra)

El 19 de noviembre de 1998, Half-Life fue lanzado para la PC. Sierra On-Line distribuyó el juego mientras era desarrollado por Valve Corporation.
Viper racing lanzado

### 1998

#### El escándalo de Cendant
En marzo de 1998, Cendant había reportado ganancias netas de $55.4 millones de dólares para 1997. Sin embargo. el verdadero resultado de 1997 fue una pérdida neta de $217.2 millones de dólares. Estas irregularidades en los libros contables de Cendant fueron descubiertas a principios de 1998, un comité encargado por el panel de directores de Cendant lanzó una investigación y descubrió que el equipo de administración de CUC, incluyendo a sus ejecutivos Walter Forbes y Kirk Shelton, habían preparado reportes fraudulentos por varios años. 
En marzo de 2001, Forbes y Shelton fueron investigados por una corte federal y demandados por la Comisión de Valores y Bolsa, acusados de dirigir un fraude masivo que le había costado a la compañía y a sus inversores miles de millones de dólares. Con la noticia del fraude contable, Cendant anunció sus intenciones de vender la división completa de entretenimiento para computadoras.
El 20 de noviembre de 1998, Cendant anunció la venta de su división de software para el consumidor a Havas S.A con sede en París. Con esta venta, Sierra formó parte de Havas Interactive, la división de entretenimiento interactivo de la compañía.

### 1999

#### Juegos
Half-Life es el que probablemente sea el juego más célebre de Sierra Entertainment, especialmente por la facilidad que proporcionaba el motor del juego para desarrollar modificaciones por usuarios, con un amplio repertorio de mods, como el célebre Counter-Strike, Day of Defeat o Team Fortress, entre otros.

#### Reorganización
Mientras tanto, Sierra anunció otra reorganización, está vez en tres unidades de negocios: Core Games, Casual Entertainment, y Home Productivity. Está reorganización resultó en mayores recortes, eliminando 105 fuentes de trabajo y un número de videojuegos en producción. Tras 1999, Sierra terminó completamente el desarrollo de videojuegos, y se dedicó a ser un publicista de videojuegos para desarrolladores independientes.

### 2000 - 2007
- Zeus-señor del olimpo (2000)
- Arcanum (2001)
- Empire Earth (2001)
- Empire Earth: The Art of Conquest (2002)
- Casino Empire (2002)
- El Hobbit (2003)
- La Temporada 2003 de NASCAR Racing
- El Señor de los Anillos: La Guerra del Anillo (2003) para PC, un videojuego desarrollado por Liquid Entertainment
- Hoyle Board Games (2004)
- S.W.A.T 4 (2005)
- Hoyle Puzzle & Board Games (2005)
- Empire Earth II (2005)
- F.E.A.R. (2005)
- Caesar IV (2006)
- F.E.A.R. Extraction Point (2006)

### 2007 - 2008
Sierra lanzó títulos como el shooter en primera persona TimeShift (que originalmente iba a ser publicado por Atari pero se retrasó varias veces durante el desarrollo) y el videojuego táctico en tiempo real World in Conflict.
Sierra Entertainment lanzó Empire Earth III en 2007.
Vivendi Universal Games se fusiona con Activision y Blizzard creando Activision Blizzard en 2008. Sierra es cerrada temporalmente con lanzamientos menores en 2008

### 2014 - Actualidad
- Activision reabre Sierra en 2014 y lanzan:
- King's Quest (2015)
- Velocity 2X (2015)
- Geometry Wars 3: Dimensions (2016)

### Importantes logros de Sierra
- Mystery House: Primera aventura conversacional en incorporar gráficos.
- King's Quest I: Primera aventura gráfica
- King's Quest IV: Ciclos de día y noche, primer juego en soportar la tarjeta de sonido estereofónica.
- Phantasmagoria: Primer juego en incluir actores en video digitalizado.
- King's Quest V: Primer juego en tener acción de voz en CD. Fue el primer juego VGA de Sierra, aunque en los años anteriores algunos otros estudios habían publicado juegos VGA (incluso juegos de aventura VGA).
- Sierra Screamin' 3D: Sierra soporta la aceleración 3D en juegos al comercializar su propia tarjeta.
- Half-Life: Fue el mejor juego del año por varias publicaciones y uno de los mejores de la época.

## Estudios de desarrollo de Sierra
- Massive Entertainment
- Radical Entertainment
- Swordfish Studios
- High Moon Studios

## Equipos de gerencia de Sierra
- Ken Williams, Fundador, CEO y presidente (1979-1996)
- Michael Brochu, Presidente (1996-1997)
- Scott Lynch, Vicepresidente Senior (1997-1998)
- Randy Dersham, Vicepresidente Senior (1997-1998)
- David Grenewetski, Presidente (1998-2001)
- Thomas K. Hernquist, Presidente (2001)
- Michael Ryder, Presidente (2001-2004)
- Peter Della Penna, Presidente y COO (2004-2007)
- Martin Tremblay, Presidente de Worldwide Studios (2007-2008)

## Grupos de desarrollo difuntos
- Coktel Vision (parte de Vivendi)
- Yosemite Entertainment (cerrada)
- Dynamix (cerrada)
- Impressions Games (cerrada)
- Bright Star Technology (cerrada)
- Synergistic Studios (cerrada)
- Front Page Sports (cerrada)
- Books That Work (cerrada)
- Green Thumb Software (cerrada)
- Papyrus Design Group (cerrada)
- Headgate (vendida a su dueño original)
- Berkeley Systems (cerrada)
- PyroTechnix (cerrada)